# Parc provincial de Rochon Sands
Le parc provincial de Rochon Sands (anglais : Rochon Sands Provincial Park) est un parc provincial de l'Alberta situé dans le comté de Stettler No 6.
Il est situé sur la rive du lac Buffalo (en) près de Rochon Sands.

## Toponymie
Le nom du parc provient de la proximité du village de Rochon Sands. Quant au village de Rochon Sands, il doit son nom à un propriétaire terrien, Daniel Rochon, qui possédait une ferme à l'endroit où s'est établi le village.